# Volta a Romania

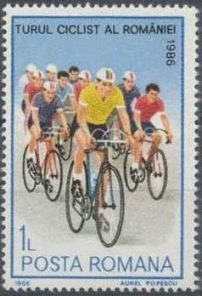
Segell postal emès a Romania.

La Volta a Romania és una cursa ciclista que es disputa a Romania. La cursa es creà el 1934 encara que hi ha hagut anys en què no s'ha disputat. El 2008 va entrar al calendari de l'UCI Europa Tour.

## Palmarès
| Any                               | Vencedor                 | Segon                       | Tercer                |         |
| --------------------------------- | ------------------------ | --------------------------- | --------------------- | ------- |
| 1934                              | Marin Nikolov            | Ghenadie Sminoff            | Zamfir Munteanu       |         |
| 1935                              | Daniel Zigmund           | Nicolae Ion Tapu            | Jerzy Lipiński        |         |
| 1936                              | Pierre Gallien           | Stjepan Grgac               | Willy Kutschbach      |         |
| 1937-1945 edicions no realitzades |                          |                             |                       |         |
| 1946                              | August Prosenik          | Nicolae Chicomban           | Ion Strain            |         |
| 1947-1949 edicions no realitzades |                          |                             |                       |         |
| 1950                              | Constantin Sandru        | Vittorio Nicolozzo          | Ervant Norhadian      |         |
| 1951                              | Marin Niculescu          | Nicolae Chicomban           | Gheorghe Sandu        |         |
| 1952 edició no realitzada         |                          |                             |                       |         |
| 1953                              | Nicolae Vasilescu        | Nuta Petre                  | Gheorghe Sandu        |         |
| 1954                              | Constantin Dumitrescu    | Stefu Stefan                | Constantin Istrate    |         |
| 1955                              | Constantin Dumitrescu    | Ludovic Zanoni              | Stefu Stefan          |         |
| 1956                              | Constantin Dumitrescu    | Gabriel Moiceanu            | Nicolae Maxim         |         |
| 1957 edició no realitzada         |                          |                             |                       |         |
| 1958                              | Gabriel Moiceanu         | Ludovic Zanoni              | Maricel Boinea        |         |
| 1959                              | Ion Cosma                | Gabriel Moiceanu            | Gheorghe Radulescu    |         |
| 1960                              | Walter Ziegler           | Grunzig Jorg                | Silviu Duta           |         |
| 1961                              | Ion Cosma                | Gabriel Moiceanu            | Gheorghe Radulescu    |         |
| 1962-1965 edicions no realitzades |                          |                             |                       |         |
| 1966                              | Gheorghe Suciu           | Ion Cosma                   | Costantin Ciocan      |         |
| 1967                              | Emil Rusu                | Walter Ziegler              | Ludovic Barschel      |         |
| 1968                              | Walter Ziegler           | Grigore Constantin          | Vasile Selejan        |         |
| 1969                              | Jurgen Wanzlik           | Teodor Vasile               | Alexandru Sofronie    |         |
| 1970-1972 edicions no realitzades |                          |                             |                       |         |
| 1973                              | Teodor Vasile            | Vasile Selejan              | Ion Cernea            |         |
| 1974                              | Mircea Romascanu         | Liubomir Zojoc              | Mustapha Najjari      |         |
| 1975-1982 edicions no realitzades |                          |                             |                       |         |
| 1983                              | Mircea Romascanu         | Ionel Gancea                | Cornel Nicolae        |         |
| 1984                              | Constantin Carutasu      | Valentin Constantinescu     | Ionel Gancea          |         |
| 1985                              | Mircea Romascanu         | Ionel Gancea                | Gheorghe Kleinpeter   |         |
| 1986                              | Frank Schönherr          | Valentin Constantinescu     | Dariusz Matuszyk      |         |
| 1987                              | Valentin Constantinescu  | Olimpiu Celea               | Ludovic Kovacs        |         |
| 1988                              | Vasile Mitrache          | Mircea Romascanu            | Mihai Orosz           |         |
| 1989                              | Danut Catana             | Anton Stelian               | Costel Popa           |         |
| 1990                              | Vasie Apostol            | Valentin Constantinescu     | Florian Toader        |         |
| 1991                              | Svetoslav Riabutxenko    | Costel Popa                 | Ilia Gromov           |         |
| 1992                              | Vladimir Perelalsny      | Pavel Shumanov              | Youry Prokopenko      |         |
| 1993                              | Jürgen Koberschinski     | Cristian Dabi               | Raoul Grigorici       |         |
| 1994                              | Anton Stelian            | Stanimir Odrinski           | Svetoslav Tchanliev   |         |
| 1995                              | Igor Mirtianin           | Vitaly Lazurenko            | Danut Catana          |         |
| 1996 edició no realitzada         |                          |                             |                       |         |
| 1997                              | Florin Privache          | Ciurtiac Varenin            | Peter Vöhlzoc         |         |
| 1998                              | Igor Bonciucov           | Serguei Tretiakov           | Lars Bener            |         |
| 1999                              | Serguei Tretiakov        | Alexandr Sabalin            | Bram Tankink          |         |
| 2000                              | Vadim Kràvtxenko         | Serguei Lavrenenko          | Luuc Hutten           |         |
| 2001                              | Leonid Timchenko         | Emil Pavel Lupaș            | Alexandr Sabalin      |         |
| 2002                              | Alexandr Sabalin         | Svetoslav Tchanliev         | Roman Radchenko       |         |
| 2003                              | Jelle van Groezen        | Emil Pavel Lupaș            | Pàvel Nevdakh         |         |
| 2004                              | Vladimir Koev            | Mert Mutlu                  | Volodímir Startxik    |         |
| 2005                              | Ivailo Gabrovski         | Oleksandr Surutkovitx       | Radoslav Konstantinov |         |
| 2006                              | Pavel Shumanov           | Dimitar Dimitrov Gospodinov | Oleksandr Xeidik      |         |
| 2007                              | George Daniel Anghelache | Atanas Kostov               | Stanislav Rudyy       |         |
| 2008                              | Rida Cador               | Sander Oostlander           | Svetoslav Tchanliev   |         |
| 2009                              | Aleksei Sxebelin         | Vladimir Koev               | Pavel Shumanov        |         |
| 2010                              | Bruno Rizzi              | Ioannis Tamuridis           | Alessandro De Marchi  |         |
| 2011                              | Andrei Nechita           | Ioannis Tamuridis           | Angelo Ciccone        |         |
| 2012                              | Matija Kvasina           | Víctor de la Parte González | Johannes Heider       |         |
| 2013                              | Vitali Buts              | Mikhailo Kononenko          | Ivan Stević           |         |
| 2014-2017 edicions no realitzades |                          |                             |                       |         |
| 2018                              | Serghei Țvetcov          | Onur Balkan                 | Mateusz Grabis        |         |
| 2019                              | Alex Molenaar            | Sava Novikov                | Karel Hník            |         |
| 2020                              | Eduard-Michael Grosu     | Nikodemus Holler            | Szymon Krawczyk       |         |
| 2021                              | Jakub Kaczmarek          | Serghei Țvetcov             | Szymon Rekita         |         |
| 2022                              | Mark Stewart             | Cristian Raileanu           | Jakub Otruba          |         |
| 2023                              | suspesa                  | suspesa                     | suspesa               | suspesa |
| 2024                              | Ilkhan Dostiev           | Davide Toneatti             | Lukáš Kubiš           |         |

Nota: El 2010 Vladímir Koev va guanyar la cursa inicialment, però fou sancionat per vuit anys per haver infringit les regles antidopatge per l'ús d'heptaminol. La sanció va comprendre el període comprés entre el 5 de juny de 2009 i el 10 de juny de 2018, per la qual cosa tots els resultats obtinguts en aquell període foren anulats.